# 寶島溼生石蛾
寶島溼生石蛾（学名：Madioxytheria formosana）为姬石蛾科溼生石蛾屬下的一个种。